# Witney
Witney este un oraș în comitatul Oxfordshire, regiunea South East, Anglia. Orașul se află în districtul West Oxfordshire a cărui reședință este.